# Creu Gran (Terrassa)
La Creu Gran és una creu de terme del centre de Terrassa, protegida com a bé cultural d'interès local.

## Descripció

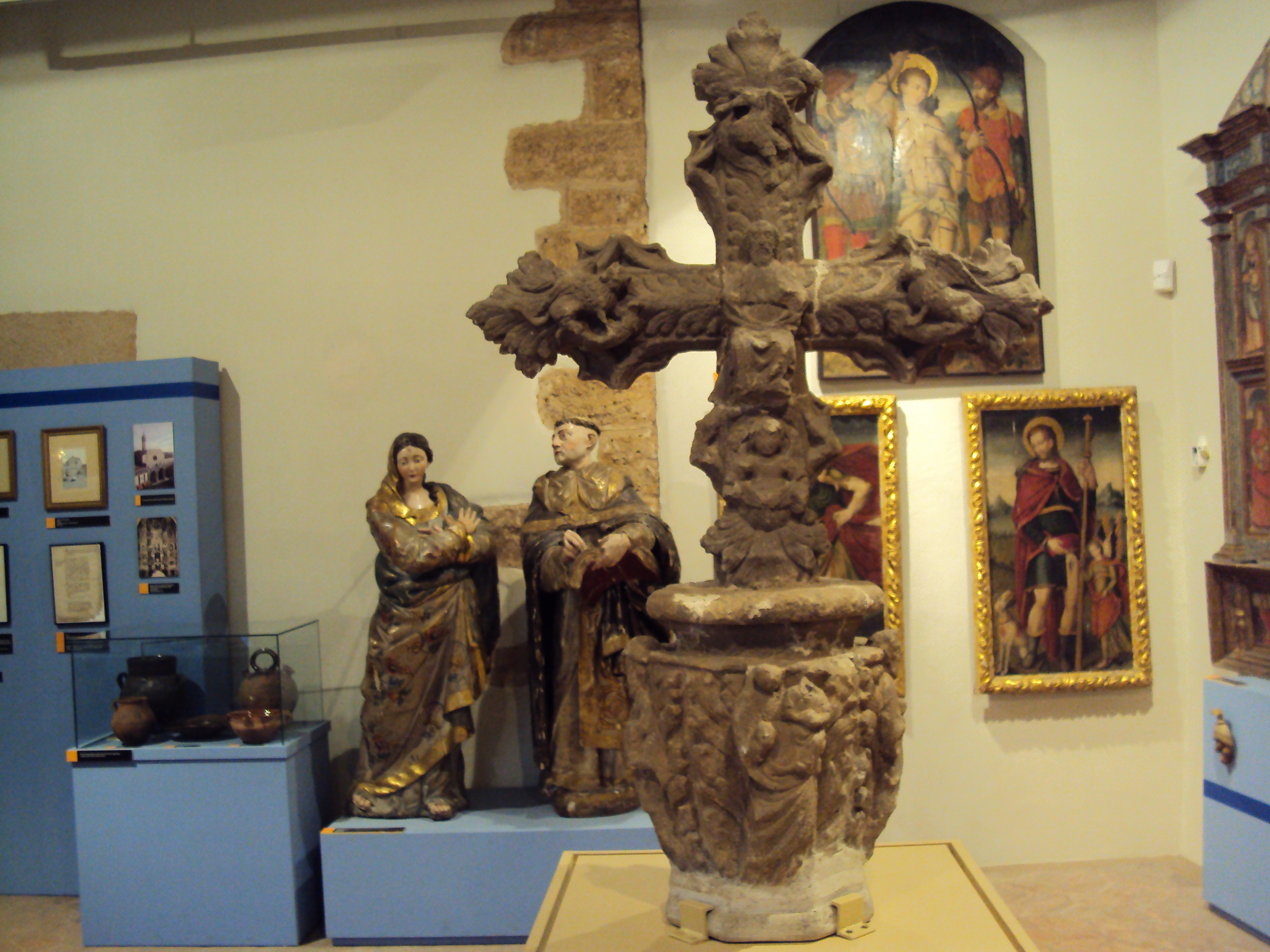
Original de la Creu Gran, exposat al museu del castell de Vallparadís

És una creu molt ben tallada que se suposa que delimitava els termes de Terrassa i Sant Pere. Més endavant es va muntar sobre el basament d'una font de quatre dolls d'aigua amb abeurador circular. Els dolls estan decorats per cares de Medusa de ferro. La creu és d'estil gòtic, amb tendència a l'època del Renaixement. L'arbre és vuitavat i la iconografia del capitell presenta quatre figures atribuïdes a apòstols. A la creu hi ha el Crist i la Mare de Déu. Tota ella presenta un bon treball decoratiu que sembla una obra d'orfebreria. El fust és poligonal.

## Història

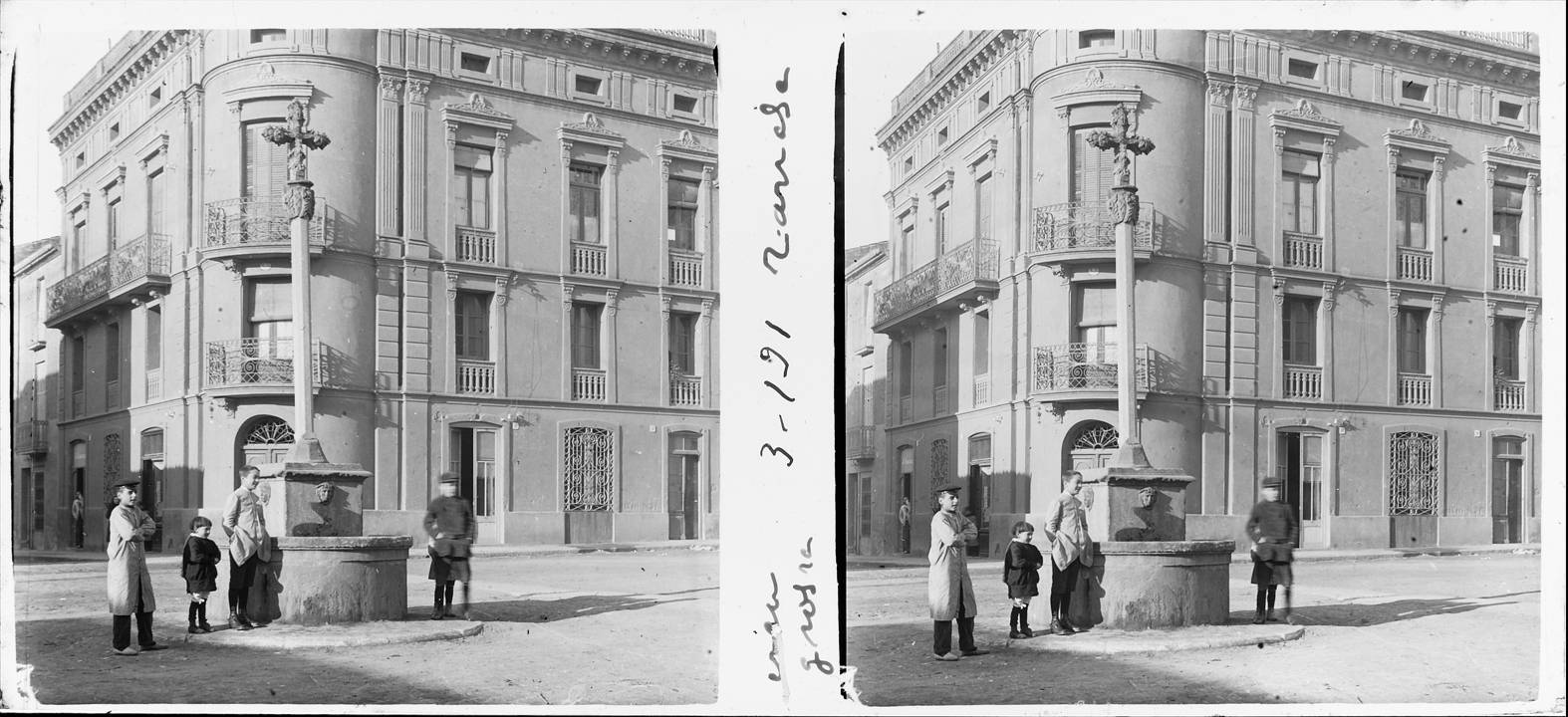
La Creu grossa el 1915.

Correspon a la zona que separava els termes de Terrassa i Sant Pere en ple segle xviii. La creu original es troba a la seu central del Museu de Terrassa, situada al castell de Vallparadís, i és dels segles xiv-xv, mentre que la que es troba a la plaça de la Creu Gran n'és una reproducció de ciment.